# 菊野一雄
菊野 一雄（きくの かずお、1942年8月16日 - ）は、日本の経営学者。学位は、経済学博士（立教大学・論文博士・1988年）（学位論文「労務管理の基礎理論」）。立教大学名誉教授、山梨英和大学学長。

## 略歴
1942年台北生まれ。慶應義塾幼稚舎、札幌市立幌北小学校、札幌市立北辰中学校、杉並区立松渓中学校、慶應義塾高等学校を経て、1965年慶應義塾大学商学部卒業、1970年同大学院商学研究科博士課程単位取得満期退学、1988年「労務管理の基礎理論」で立教大学より経済学博士の学位を取得。
1970年武蔵大学経済学部専任講師、1972年同助教授、1977年立教大学経済学部助教授、1979年同教授、2005年退任、名誉教授、跡見学園女子大学教授、2017年山梨英和大学学長。

## 家族・親族
父は生化学者で上智大学名誉教授の菊野正隆（1912年10月26日生 - 1992年12月30日没、慶應義塾大学医学部卒業、医学博士）。台北帝国大学、北海道大学、上智大学で教授を歴任した。祖父は陸軍軍人の菊野三郎。曽祖父はフランス語学者の菊野七郎。長妹の夫はラテンアメリカ史学者の加茂雄三。

## 著書
- 『労務管理の基礎理論』泉文堂 1982
- 『模索時代の人間と労働』中央経済社 1991
- 『トリパリウムと労働』慶応通信 1993
- 『現代社会と労働』慶応義塾大学出版会 2003
- 『人事労務管理の基礎』泉文堂 2009

### 共編著
- 『日本労務管理史 第1巻　雇用制』中条毅共編著 中央経済社 日本労務学会経営労働双書　1988
- 『雇用管理の新ビジョン』平尾武久共編著 中央経済社 労務管理の最先端 1989
- 『雇用・就労変革の人的資源管理』八代充史共編著 中央経済社 シリーズ人的資源を活かせるか 2003

### 翻訳
- ヨーロッパ産業民主主義国際研究グループ『ヨーロッパの労使関係』奥林康司、石井修二、宮坂純一、佐護誉、大谷真忠共訳 有斐閣選書R 1984

## 論文
- <菊野一雄